# Šimraki
 Šimraki  falu Horvátországban Zágráb megyében. Közigazgatásilag Szamoborhoz tartozik.

## Fekvése
Zágrábtól 35 km-re, községközpontjától 15 km-re nyugatra a Zsumberk-Szamobori-hegység északi lejtőin fekszik.

## Története
A falunak 1910-ben 96 lakosa volt. Trianon előtt Zágráb vármegye Szamobori járásához tartozott. A falunak  2011-ben már csak 7 lakosa volt.

## Lakosság
| Lakosság változása | Lakosság változása | Lakosság változása | Lakosság változása | Lakosság változása | Lakosság változása | Lakosság változása | Lakosság változása | Lakosság változása | Lakosság változása | Lakosság változása | Lakosság változása | Lakosság változása | Lakosság változása | Lakosság változása | Lakosság változása |
| ------------------ | ------------------ | ------------------ | ------------------ | ------------------ | ------------------ | ------------------ | ------------------ | ------------------ | ------------------ | ------------------ | ------------------ | ------------------ | ------------------ | ------------------ | ------------------ |
| 1857               | 1869               | 1880               | 1890               | 1900               | 1910               | 1921               | 1931               | 1948               | 1953               | 1961               | 1971               | 1981               | 1991               | 2001               | 2011               |
| 0                  | 0                  | 0                  | 0                  | 0                  | 96                 | 102                | 100                | 89                 | 91                 | 70                 | 35                 | 7                  | 6                  | 9                  | 7                  |

## Külső hivatkozások
- Szamobor hivatalos oldala
- A zsumberki közösség honlapja
- Szamobor város turisztikai egyesületének honlapja